# Zone d'exclusion totale britannique

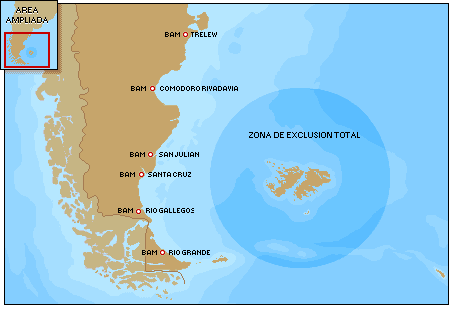
La zone d'exclusion totale décrétée par les Britanniques au 30 avril 1982.

La zone d'exclusion totale (en anglais : Total Exclusion Zone) était une zone décrétée par le Royaume-Uni le 30 avril 1982. Elle avait pour périmètre un cercle de 200 milles nautiques (370 km) centré sur les îles Malouines. Pendant la guerre des Malouines, tout navire ou aéronef de quelque pays que ce soit entrant dans la zone pouvaient être coulé ou abattu sans autre avertissement. 
La zone d'exclusion totale était une extension de la zone d’exclusion maritime (Maritime Exclusion Zone) institué le 12 avril 1982 couvrant la même zone. Un navire de guerre ou navires auxiliaires argentins entrant dans la zone d’exclusion maritime pouvaient été attaqués par les sous-marins à propulsion nucléaire britanniques (SSN). Le 23 avril, le gouvernement britannique précisa, dans un message qui fut transmis au gouvernement argentin via l'ambassade de Suisse à Buenos Aires, que tout navire ou d'un aéronef argentin qui serait considéré comme une menace pour les forces britanniques serait attaqués:
« En annonçant la création d'une zone d'exclusion maritime autour des îles Malouines, le gouvernement de Sa Majesté précise que cette mesure était sans préjudice du droit du Royaume-Uni de prendre toutes les mesures supplémentaires qui pourraient être nécessaires dans l'exercice de son droit à la légitime défense en vertu de l'article 51 de la Charte des Nations unies. À cet égard, le gouvernement de Sa Majesté souhaite maintenant clarifier que toute approche de navires de guerre argentins, y compris de sous-marins, ou de navires de guerre auxiliaires ou d’aéronefs militaires, qui pourraient constituer une menace et interférer avec la mission des forces britanniques dans l'Atlantique Sud se verra opposé une réponse appropriée. Tous aéronef argentin, y compris les aéronefs civils, engagés dans la surveillance de ces forces britanniques, sera considéré comme hostile et susceptible d'être traité en conséquence. »
L’allusion aux avions civils faisait allusion en particulier, mais pas seulement, au Boeing 707 de la force aérienne argentine qui suivait jusque-là comme son ombre la force expéditionnaire britannique dans son trajet vers le sud et qui avait été escorté au loin à plusieurs reprises par des Sea Harriers. 
Lorsque le ARA General Belgrano fut coulé le 2 mai 1982, il se trouvait en dehors de la zone d'exclusion totale. Cela conduisit à de nombreux débats et controverses quant à savoir si l'attaque était légale. Cependant, des zones d'exclusion sont historiquement déclarées au profit des navires neutres; durant une guerre, en vertu du droit international, la position d'un navire de guerre belligérant n'a aucune incidence sur son statut. En outre, le capitaine du Belgrano, Héctor Bonzo, déclara que l'attaque était légitime (tout comme le fit le gouvernement argentin en 1994),,,.
Les entretiens qu’à eu Martin Middlebrook pour son livre, The Fight For The Malvinas (Le combat pour les Malouines), montrent que les officiers de la marine argentine avaient compris que l'intention du message était d'indiquer à tous les navires opérant près de la zone d'exclusion qu’ils pourraient être attaqués. Le contre amiral argentin Allara qui dirigeait la force expéditionnaire dont faisait partie le Belgrano affirma: "Après ce message du 23 avril, l'ensemble de l'Atlantique Sud était un théâtre d'opérations pour les deux parties. Nous, en tant que professionnels, nous disions qu'il était juste dommage que nous ayons perdu le Belgrano ».
Le 7 mai 1982, la zone d'exclusion totale fut étendu à l'intérieur des 12 milles nautiques (22 km) de la côte argentine, ce qui signifiait que tout navire ou tout aéronef argentin à l’extérieur du pays était susceptible d'être attaqué.